# 露白丘殼灰介
露白丘殼灰介（学名：Nodocoquimba lupai）为半花介科丘殼灰介屬下的一个种。